# 施朝銓
施朝銓，字选卿。福建省福州府福清縣人，清朝官员，同進士出身。
光緒六年（1880年）庚辰科進士，三甲一百七十名；同年五月，著交吏部掣签，分发各省以知县即用。授山西知县。